# Духовная консистория

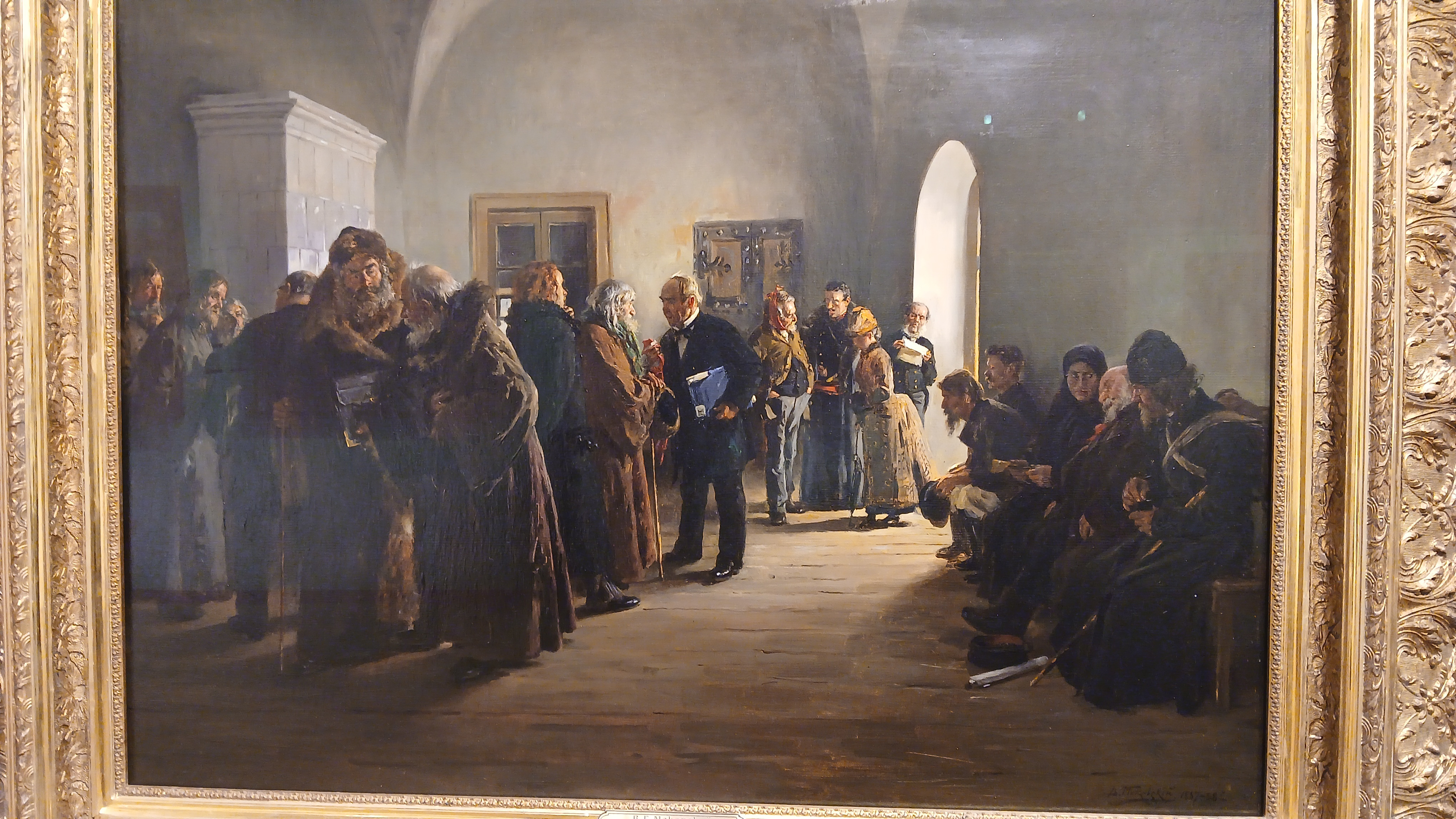
«Передняя консистории», картина В. Маковского, 1887-88 годы

Духо́вная консисто́рия — орган епархиального управления в Русской православной церкви в синодальный период, находившийся в ведении правящего архиерея и действовавший под его началом в качестве совещательного и исполнительного учреждения. Духовную консисторию составляли присутствие и канцелярия. Согласно статье 1 Устава, изданного в 1843 году: «Духовная консистория есть присутственное место, через которое, под непосредственным начальством епархиального архиерея производятся управление и духовный суд в поместном пределе православной российской церкви, именуемом епархией».

## История
Первые консистории были учреждены на территории современных епархий: Новгородской — в 1725 году; Астраханской — в 1728 году; Тамбовской, Нижегородской, Псковской — в 1730 году; Владимирской, Тобольской — в 1731 году; Иркутской — в 1732 году.
До 1744 года духовные консистории именовались по-разному. Они назывались не только консисториями, но также и духовными приказами, дикастериями, канцеляриями, духовными правлениями. Полномочия этих учреждений и порядок их деятельности тоже различались. Единообразное наименование — «Духовная консистория» было установлено Указом Святейшего Синода от 9 июля 1744 года.
До 1768 года в духовной консистории могли участвовать лишь монашествующие лица пресвитерского сана — архимандриты, игумены и иеромонахи, то есть, так называемое «чёрное духовенство».
После 1768 года членами духовной консистории могли стать также и лица из белого духовенства. Указ Императора Павла I от 1797 года предписывал, что одну половину членов духовной консистории составляло чёрное духовенство, а другую половину — белое духовенство. Постепенно белое духовенство стало составлять преимущественную часть состава духовных консисторий.
С течением времени властями Святейшего Синода были замечены различные злоупотребления епархиальных архиереев, например,
пострижение в монахи лиц в возрасте ниже установленного законами Российской империи и др. Поэтому в 1803 году обер-прокурор Святейшего Синода Александр Яковлев предложил ввести в штат духовной консистории должность прокурора, подчиняющегося исключительно синодальному обер-прокурору, и который не зависел бы, в отличие от консисторских секретарей, от правящего архиерея.
Император Александр I утвердил предложение Яковлева, но, поскольку Святейший Синод представил контраргументы, основанные на канонических нормах, предусматривающих полноту власти епископа в своей епархии, то введение должности прокурора в Духовной консистории отложили, и никогда впоследствии не исполнили.

## Устав консисторий
Устав духовных консисторий, утверждённый Святейшим Синодом, был подписан императором Николаем I 27 марта 1841 года. Основу Устава составил «Духовный регламент» — главный акт законодательства Петра I относительно церкви и некоторые ранее изданные указы по епархиальному управлению. Устав был пересмотрен при переиздании в 1883 году, однако принципиальных изменений статуса, состава и порядка деятельности духовных консисторий в новом издании не было.
Устав содержит 364 статьи, организованных в виде 4 разделов:
1-й раздел — значение консисторий и правовые основания епархиального управления и суда;
2-й раздел — обязанности консисторий по охранению и распространению православной веры, богослужению, сооружению и благоустройству храмов, и церковному хозяйству;
3-й раздел — епархиальный суд;
4-й раздел — штаты консисторий и регламент их делопроизводства.

### Присутствие
Присутствие в разное время состояло из разного числа лиц, штатных и, при необходимости, сверхштатных (без жалованья). Число членов духовных консисторий зависело от территориальных размеров епархии, численности православного населения в ней, количества приходов и клириков и других обстоятельств.
Члены духовных консисторий назначались по представлению правящего архиерея Святейшим Синодом, и состояли в пресвитерском сане, то есть это были протоиереи, священники, архимандриты, игумены, иеромонахи. В аналогичном порядке члены духовной консистории увольнялись.
Каждому члену духовных консисторий назначали свой «стол», что означало наблюдение и контроль членом духовных консистории особого круга епархиальных дел. Однако дела рассматривались не единолично, а коллегиально, при равноправном участии всех членов духовной консистории. При этом присутствие правящего архиерея было необязательно, а председателем, как правило, являлся старейший член духовной консистории.

### Канцелярия
Исполняла производство консисторских дел. В её состав входили чиновники и духовенство, начальником был секретарь, чиновник среднего ранга, в чине от титулярного до статского советника. Секретарь Духовной консистории состоял в двойном подчинении: епархиальному архиерею и обер-прокурору Синода. Секретарь назначался и увольнялся Синодом по предложению обер-прокурора, согласованному с правящим архиереем. Рассмотрение дел осуществлялось коллегиально в присутствии, после чего по ним выносилась резолюция правящего архиерея.
Обычные, рутинные дела канцелярия решала самостоятельно, без последующего обсуждения их в присутствии и без утверждения правящим архиереем. Например, канцелярия раздавала приходам обыскные и метрические книги, составляла перечневые ведомости о монастырях и монашествующих, о приходах и приходских причтах, а также опись имущества архиерейского дома и вносила в неё надлежащие изменения.

## Статус Духовной консистории
Консистория как орган управления имела определённую самостоятельность. Так, при вакансии кафедры правящего архиерея Духовная консистория сама принимала решения, которые вносились в журналы за подписью всех членов консистории и приводились в исполнение.
Также члены консистории не обязаны были подчиняться заключению архиерея и имели право вынести собственное решение по делу. Материалы по делу, вызвавшему разногласие, обязательно высылались в Святейший Синод, который принимал по нему окончательное решение.
В некоторых случаях Синод направлял указы напрямую в консисторию и при наличии в епархии правящего архиерея. Донесения об исполнении таких указов высылались в Синод за подписью всех членов консистории. В случае кончины, увольнения на покой или перемещения правящего архиерея консистория принимала в своё ведение все средства архиерейского дома и брала на себя ответственность за их расходы до прибытия в епархию нового правящего архиерея.

## Упразднение духовных консисторий
Духовные консистории были упразднены в 1918 году в связи с изменением государственного строя и отделением Церкви от государства.
Светские полномочия естественным образом отпали, а церковные перешли к учреждённым Поместным собором РПЦ в 1917—1918 годах новым коллегиальным органам епархиального управления, а именно, к епархиальным собраниям и епархиальным советам с соответствующими канцеляриями.

## Галерея

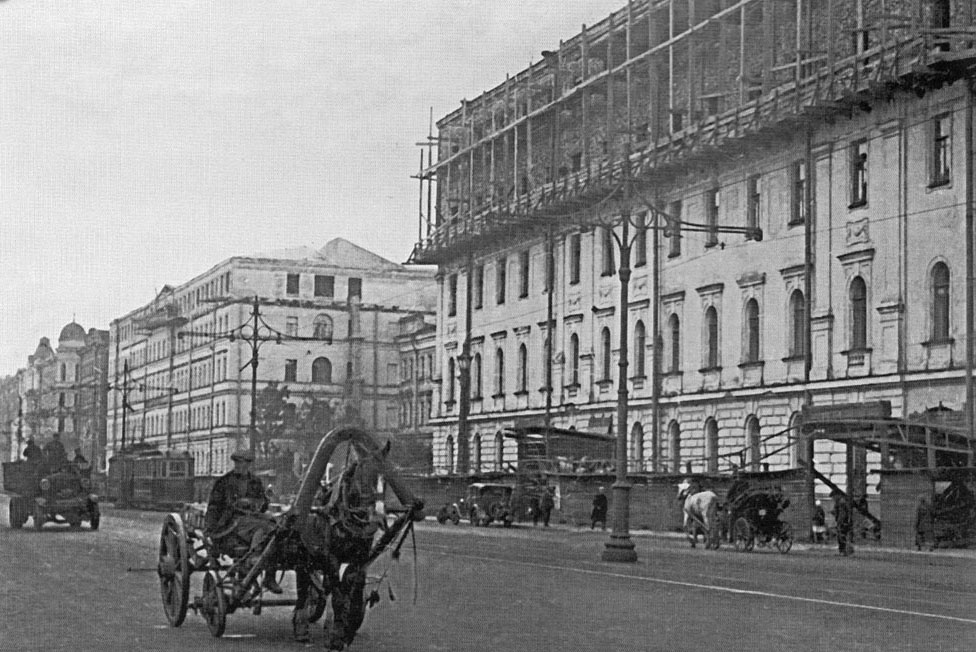
Духовная консистория в С.-Петербурге
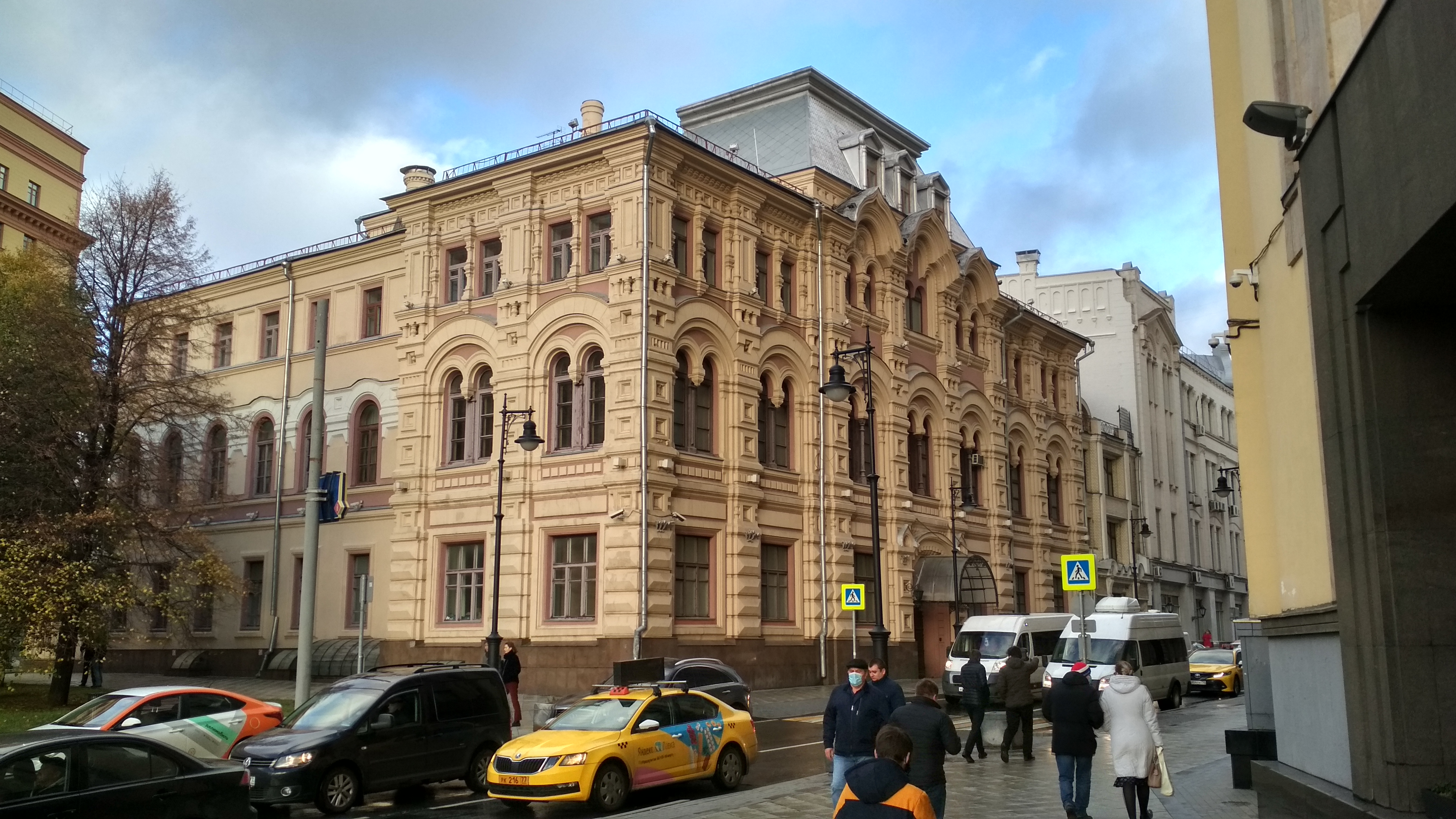
Здание Московской духовной консистории
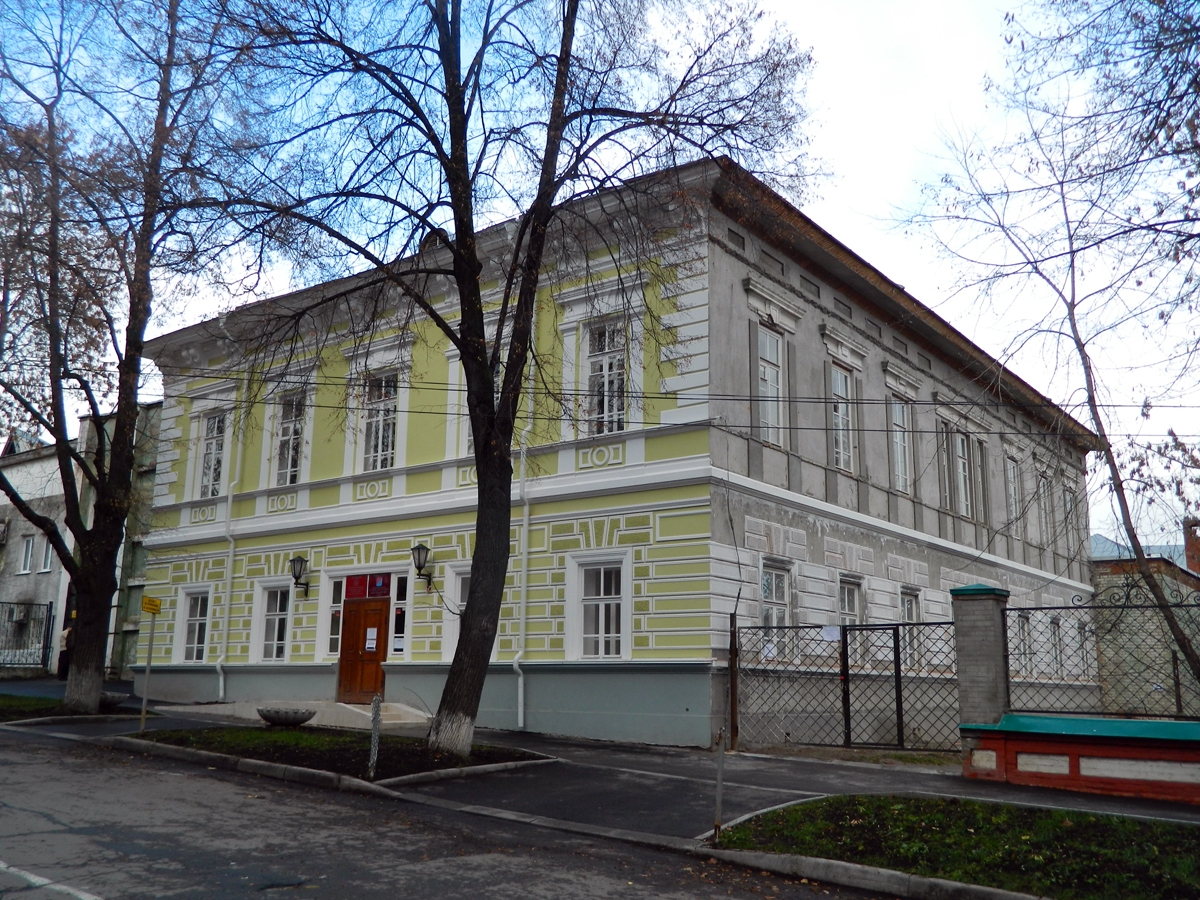
Здание Пермской духовной консистории